# Nikodem Wolański
Nikodem Wolański (ur. 19 stycznia 1994 w Częstochowie) – polski siatkarz, grający na pozycji rozgrywającego.
Jego żoną jest siatkarka Barbara Cembrzyńska, z którą wziął ślub 1 lipca 2023 roku.

## Sukcesy klubowe

### młodzieżowe
Mistrzostwa Polski Kadetów:
- 2010, 2011

Mistrzostwa Polski Juniorów:
- 2012, 2013

Młoda Liga:
- 2013

### seniorskie
Superpuchar Belgii:
- 2016

Liga belgijska:
- 2017

Liga polska:
- 2019

Liga katarska:
- 2022

Liga emiracka:
- 2024[6]